# Paguritta vittata
Paguritta vittata is een tienpotigensoort uit de familie van de Paguridae. De wetenschappelijke naam van de soort is voor het eerst geldig gepubliceerd in 1996 door Komai & Nishi.